# كارل مينغر
كارل مينغر (بالألمانية: Karl Menger)‏ هو عالم رياضيات أمريكي نمساوي. تعود إليه مبرهنة مينغر.